# Walter Brück
Walter Brück (Bécs, 1900. november 30. – Carmel-by-the-Sea, Kalifornia, 1968. augusztus 28.) olimpikon, Európa-bajnok, Európa-bajnoki bronzérmes osztrák jégkorongozó.
Először az osztrák férfi jégkorong-válogatottban az 1927-es jégkorong-Európa-bajnokságon szerepelt, amit Bécsben rendeztek meg és megnyerték.
Az 1928. évi téli olimpiai játékokon a jégkorongtornán is játszott. Az osztrák csapat a C csoportba került. Az első mérkőzésen a svájciakkal 4–4-es döntetlent játszottak, majd a németekkel 0–0-s döntetlen lett a végeredmény. A csoportban csak három válogatott volt. Az osztrákok a másodikak lettek és nem jutottak tovább. Összesítésben az 5. lettek. Brück védő volt és nem ütött gólt.
Az 1930-as jégkorong-világbajnokságon a 4. helyen végeztek. Ez egyben Európa-bajnokság is volt, így bronzérmes lett.
Klubcsapata az bécsi WEV volt 1938 márciusáig. Gyeplapbda játékos is volt.
Testvére, Herbert Brück vele együtt lett Európa-bajnok és olimpikon.